# العلاقات الألبانية الصومالية
العلاقات الألبانية الصومالية هي العلاقات الثنائية التي تجمع بين ألبانيا والصومال.

## مقارنة بين البلدين
هذه مقارنة عامة ومرجعية للدولتين:
| وجه المقارنة                                              | ألبانيا                                                    | الصومال                        |
| --------------------------------------------------------- | ---------------------------------------------------------- | ------------------------------ |
| المساحة (كم2)                                             | 28.75 ألف                                                  | 637.66 ألف                     |
| عدد السكان (نسمة)                                         | 3.02 مليون                                                 | 14.74 مليون                    |
| الكثافة السكانية (ن./كم²)                                 | 105.04                                                     | 23.12                          |
| العاصمة                                                   | تيرانا                                                     | مقديشو                         |
| اللغة الرسمية                                             | اللغة الألبانية                                            | اللغة الصومالية، اللغة العربية |
| العملة                                                    | ليك ألباني                                                 | شلن صومالي                     |
| الناتج المحلي الإجمالي (بليون دولار)                      | 13.04 مليار                                                | 7.37 مليار                     |
| الناتج المحلي الإجمالي (تعادل القوة الشرائية) بليون دولار | 33.17 مليار                                                |                                |
| الناتج المحلي الإجمالي الاسمي للفرد دولار أمريكي          | 3.94 ألف                                                   | 549                            |
| الناتج المحلي الإجمالي للفرد دولار أمريكي                 | 11.11 ألف                                                  |                                |
| مؤشر التنمية البشرية                                      | 0.764                                                      |                                |
| رمز المكالمات الدولي                                      | +355                                                       | +252                           |
| رمز الإنترنت                                              | .al                                                        | .so                            |
| المنطقة الزمنية                                           | توقيت وسط أوروبا، ت ع م+01:00، ت ع م+02:00، أوروبا/تيرانا ‏ | ت ع م+03:00                    |

## منظمات دولية مشتركة
يشترك البلدان في عضوية مجموعة من المنظمات الدولية، منها:
| علم المنظمة | اسم المنظمة                               | تاريخ انضمام ألبانيا | تاريخ انضمام الصومال |
| ----------- | ----------------------------------------- | -------------------- | -------------------- |
|             | الاتحاد البريدي العالمي                   | ?                    | ?                    |
|             | مؤسسة التنمية الدولية                     | 15 أكتوبر 1991       | 31 أغسطس 1962        |
|             | منظمة حظر الأسلحة الكيميائية              | ?                    | ?                    |
|             | الأمم المتحدة                             | 14 ديسمبر 1955       | 20 سبتمبر 1960       |
|             | منظمة الشرطة الجنائية الدولية             | ?                    | ?                    |
|             | مؤسسة التمويل الدولية                     | 15 أكتوبر 1991       | 31 أغسطس 1962        |
|             | الاتحاد الدولي للاتصالات                  | 2 يونيو 1922         | 28 سبتمبر 1962       |
|             | البنك الدولي للإنشاء والتعمير             | 15 أكتوبر 1991       | 31 أغسطس 1962        |
|             | منظمة التعاون الإسلامي                    | ?                    | ?                    |
|             | المركز الدولي لتسوية المنازعات الاستشارية | 14 نوفمبر 1991       | 30 مارس 1968         |
|             | يونسكو                                    | 16 أكتوبر 1958       | 15 نوفمبر 1960       |

## وصلات خارجية
- موقع وزارة الخارجية الألبانية
- موقع وزارة الخارجية الصومالية